# نايت كور
نايت-كور (بالإنجليزية: Nightcore) هي إصدار مُعدل ومحسن من أغنية، عبر تسريع الأغنية، وتعديل معدل الإيقاع وخلط الإيقاع.
يرجع أصل التسمية Nightcore، إلى عبارة: «we are the core of the night, so you'll dance all night long». والتي تعني «ها نحن أسياد جُنح الليل، وسترقص طوال الليل».

## التاريخ
في 2001 قام طلاب من النرويج، بالعمل على مشروع مدرسي وهم Thomas S Nilsen و Steffen Ojala Søderholm وصنعوا موقعًا سموه "Nightcore is Hardcore".